# Joseph Lesecque
Joseph Lesecque (Rocourt, 1 juni 1955 - Luik, 27 juni 2020) was een Belgische atleet, die gespecialiseerd was in het hordelopen.

## Biografie
Lesecque werd in 1976 Belgisch kampioen op de 110 m horden. Hij was aangesloten bij FC Luik.

## Belgische kampioenschappen
| Onderdeel    | Jaar |
| ------------ | ---- |
| 110 m horden | 1976 |

## Persoonlijk record
| Onderdeel    | Prestatie | Datum | Plaats |
| ------------ | --------- | ----- | ------ |
| 110 m horden | 14,5 s    |       |        |

## Palmares
110 m horden
- 1976:  BK AC – 14,8 s